# Josip Pertot (urednik)
Josip Pertot, slovenski urednik, * 17. februar 1896, Kontovel pri Trstu, † 2. december 1924, Trst. 

## Življenje in delo
Rodil se je v skromni kmečko delavski družini v Kontovelu pri Trstu. V rojstnem kraju je obiskoval ljudsko šolo, v Trstu končal tri razrede nemške gimnazije, nato pa še slovensko učiteljišče v Gorici. Že v Trstu je sodeloval v mladinskem odseku Ljudskega odra. Ker je na učiteljišču prišel navzkriž z uradnim avstrijskim verskim programom in s šolskimi predpisi je bil izključen iz šole. Pričel se je sam izobraževati, zlasti ga je zanimala sociala in ekonomija. Postal je borec za delavske pravice. Med 1. svetovno vojno je bil mobiliziran, po vojni pa je nekaj časa živel v Kraljevini Srbov, Hrvatov in Slovencev. Leta 1920 se je vrnil v Trst kjer je prevzel mesto ravnatelja in urednika pri listu Delo, glasilu Socialistične zveze Julijske Benečije. Delo je pričelo izhajati 20. februarja 1920 kot tednik, nato je nekaj časa izhajalo trikrat na teden, v začetku leta 1921 zelo neredno, od marca 1921 pa je postalo glasilo Komunistične stranke Italije. Časnikarsko delo ga je popolnoma prevzelo. V Delu je tudi sam objavljal članke, katere je podpisoval s šiframi ali s psevdonimom Popotnik. Leta 1923 ga je fašistična oblast aretirala in obsodila na 6 mesecev zapora. Po prestani kazni je prišel iz zapora izčrpan in jetičen.